# Nikolay Chkheidze
Nikoloz Chkheidze (em georgiano: ნიკოლოზ ჩხეიძე; em russo: Никола́й (Карло) Семёнович Чхеи́дзе; transliterado para o russo: Nikolay Semyonovich Chkheidze; comumente conhecido como Karlo Chkheidze; Cutáissi, * 1864 - Ilha de França, 13 de junho de 1926) foi um político georgiano menchevique que ajudou a introduzir o marxismo na Geórgia na década de 1890 e teve um papel de destaque nas revoluções russa e georgiana de 1917 e 1918.
Chkheidze nasceu em uma família aristocrática de Puti, Governo de Cutáissi (atual província georgiana de Imerícia). Junto com seu irmão Kalenike Chkheidze, se tornou em 1892 um dos fundadores do primeiro grupo social-democrata georgiano, o Mesame Dasi (traduzido literalmente: o "Terceiro Time"). De 1907 a 1916 foi o membro da gubernia de Tiblíssi na Duma Estatal russa e ganhou popularidade como porta-voz da facção menchevique dentro do Partido Operário Social-Democrata Russo.
Em 1917, ano da Revolução Russa, Chkheidze tornou-se presidente do Soviete de Petrogrado, mas fracassou na tentativa de impedir a ascensão do bolchevismo mais radical. Embora tenha recusado um cargo no Governo Provisório Russo, apoiou as suas políticas e defendeu a ideia do "oboronchestvo revolucionário".
Em outubro de 1917, quando os bolcheviques tomaram o poder na Rússia, Chkheidze estava de férias, visitando sua cidade natal. Em 23 de fevereiro de 1918, ainda na Geórgia, Chkheidze tornou-se líder da República Democrática Federativa Transcaucasiana e em maio foi eleito presidente da Assembleia Constituinte da recém-proclamada República Democrática da Geórgia. Participou como representante do país durante a Conferência de Versalhes de 1919, e tentou ganhar o apoio da Entente para a nova República, mas não obteve sucesso.
Chkheidze foi um dos autores da primeira constituição da República da Geórgia no começo de 1921, mas, como os outros, foi forçado ao exílio quando os bolcheviques tomaram o controle do país em março. Fugiu para a França, onde viveu até cometer suicídio em 13 de junho de 1926.